# Тихий Лиман
Ти́хий Лима́н (до 2024 року — Первомаївка) — село в Україні, у Верхньорогачицькій селищній громаді Каховського району Херсонської області. Населення становить 1478 осіб. 

## Історія
ВАТ Рогачик. — ферма. Лісгосп. Фермерські господарства «Еліта», «Лідія». АТС Укртелекому. Станція зв'язку Київстар та МТС. ПП М'якенька. Загальноосвітня школа. ПП Жукова магазин. ПП Соловйов магазин. ПП Дадікян магазин. ПП Аліпов кафе Вестерн. Амбулаторія. ПП Рибницька аптека. Бібліотека.
Мати-героїня — Прудка М. О.
Уродженцем села є Трофімов Євген Юрійович (1993—2014) — молодший сержант Збройних сил України, учасник російсько-української війни. 24 лютого 2022 року село тимчасово окуповане російськими військами під час російсько-української війни.
19 вересня 2024 року Верховна Рада підтримала перейменування села Первомаївка на Тихий Лиман. 26 вересня 2024 року перейменування набуло чинності.

## Населення
Згідно з переписом УРСР 1989 року чисельність наявного населення села становила 1623 особи, з яких 732 чоловіки та 891 жінка.
За переписом населення України 2001 року в селі мешкало 1468 осіб.

### Мова
Розподіл населення за рідною мовою за даними перепису 2001 року:
| Мова            | Кількість | Відсоток |
| --------------- | --------- | -------- |
| українська      | 1304      | 88.23%   |
| російська       | 128       | 8.65%    |
| вірменська      | 39        | 2.64%    |
| білоруська      | 6         | 0.41%    |
| інші/не вказали | 1         | 0.07%    |
| Усього          | 1478      | 100%     |